# Ust-Kamtjatsk
Ust-Kamtjatsk er en lille by ca. 4.400 indbyggere beliggende på Kamtjatka-halvøen i det østligste Sibirien, Rusland. Byen ligger ved udmundingen af Kamtjakta-floden i Stillehavet. Omkring 50 km fra byen finder man vulkanen Klytjevskaja Sopka på 4.750 m, og der er ca. 522 km til områdets hovedby Petropavlovsk-Kamtjatskij.
Ust-Kamtjatsk blev grundlagt i 1731 under navnet Ust-Primorskij og fik sit nuværende navn i 1890. Den har en havn, en fiskefabrik, nogle trævarefabrikker samt en lufthavn. Befolkningstallet er faldet voldsomt gennem de senere år, idet der i 1989 var 13.611 indbyggere.